# Latini (famiglia)

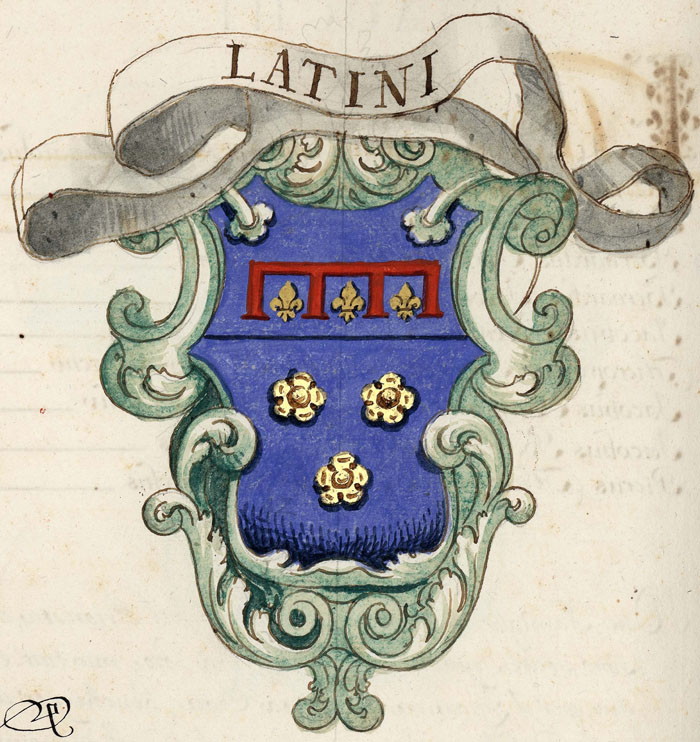
Stemma Latini

Stemma Latini

Stemma Latini

La famiglia Latini è una famiglia nobile italiana originaria di Firenze o Prato.

## Storia
Ha dato letteratura Brunetto Latini, maestro di Cavalcante dei Cavalcanti e Dante Alighieri. Il padre di Brunetto era Ser Bonaccorso Latini della Lastra, iudexetnotarius. La casa della famiglia, a Firenze, era nel “sesto” di Porta Duomo, parrocchia di Santa Maria Maggiore.
La famiglia Latini si unì alla famiglia Pucci nel XX secolo attraverso l'alleanza tra Lisa Latini e Gino Pucci.

## Arma
Sfondo blu con tre rose dorate e una fascia dorata in alto oppure D'azzurro a tre rose d'oro e il capo d'Angiò oppure D'azzurro a sei rose d'oro e il capo d'Angiò.